# Walter Tewksbury
John Walter Beardsley Tewksbury, född 21 mars 1876 i Ashley i Pennsylvania, död 24 april 1968 i Tunkhannock i Pennsylvania, var en amerikansk friidrottare.
Tewksbury blev olympisk mästare på 400 meter häck och 200 meter vid olympiska sommarspelen 1900 i Paris.